# David Harvey
David Harvey (Gillingham, 31 oktober 1935) is een sociaal-geograaf en hoogleraar aan de City University of New York.
David Harvey wordt beschouwd als een invloedrijk sociaal theoreticus. Hij is een van de meest geciteerde geografen en de auteur van een groot aantal boeken en artikelen. Veel van zijn geschriften hebben een beslissende invloed gehad op de ontwikkeling van de sociale geografie als wetenschap. Maar ook buiten de kring van geografen is zijn invloed groot, met name in het sociale en politieke debat over de ontwikkeling van steden.

## Biografie
David Harvey werd in 1935 in Gillingham (Kent, Engeland) geboren. Na de middelbare school in zijn woonplaats doorlopen te hebben, ging hij geografie studeren aan het St John's College van de Universiteit van Cambridge, waar hij beïnvloed werd door de kwantitatieve geografie van Dick Chorley en Peter Haggett. Tony Wrigley deed Harvey kennismaken met het positivisme van Comte en met het denken van Marx.
Hij promoveerde in 1961 op een proefschrift over de ontwikkeling van de hopteelt in Kent in de 19e eeuw. Dit proefschrift paste geheel in de regionaal-historische werkwijze van de naoorlogse geografiebeoefening in Engeland. Na een korte periode als post-doc in Uppsala (Zweden) gewerkt te hebben, was hij tussen 1961 en 1969 wetenschappelijk medewerker aan de universiteit van Bristol. In Bristol raakte Harvey steeds meer geïnteresseerd in de discussies rond de methodologische en theoretische vernieuwingen in de geografie. Dit vooral in Engeland, Zweden en de Verenigde Staten gevoerde debat leidde tot de zogenaamde kwantitatieve revolutie in de geografie. Met zijn baanbrekende Explanation in Geography (1969) trachtte Harvey een positivistisch fundament te leggen onder de nieuwe geografie.
In 1969 vertrok Harvey naar de Verenigde Staten. Hij werd hoofddocent (Associate Professor) bij het Department of Geography and Environmental Engineering van de Johns Hopkins University in Baltimore. In Baltimore werd Harvey in zijn onderzoek geconfronteerd met de slechte leefomstandigheden in delen van de stad. Hij sloot zich aan bij de radicale geografie (rond het tijdschrift Antipode) om een bijdrage te leveren aan de oplossing van het gettovraagstuk, de problemen gekoppeld aan racisme en de ongebreidelde onroerendgoedexploitatie (zie ook Maatschappijkritische geografie). In een essay over de gettovorming (1972) brak hij definitief met de opvattingen van positivistisch georiënteerde geografen met een pleidooi voor een revolutionaire theorie in de geografie. Het theoretisch kader voor deze theorie vond hij in het Marxisme. Vanaf dat moment is een belangrijk deel van zijn werk gericht geweest op de toepassing van marxistische inzichten bij de ruimtelijke analyse. In zijn veel geciteerde Social Justice and the City uit 1973 zette hij zijn veranderde inzichten uiteen. Hij betoogde dat de geografie niet neutraal kan blijven in kwesties als gettovorming en stedelijk verval. Door de werking van grond- en arbeidsmarkten was de stad volgens Harvey bij uitstek de plaats waar sociale en economische ongelijkheid werd gecreëerd.
In Limits to Capital (1982, herziene editie 2006) ontwierp Harvey een marxistisch-geografische theorie waardoor het mogelijk moest zijn de ruimtelijke consequenties van het proces van kapitaalaccumulatie te interpreteren. Anders dan bij Marx wordt voor Harvey ruimte een essentiële factor voor de analyse van de werking van kapitaalstromen. In 1985 publiceerde Harvey The urbanization of Capital en Consciousness and the urban experience. Centraal daarin staat de opvatting dat investeringen in de bebouwde omgeving niet alleen gedaan worden om een bepaalde gebruikswaarde te realiseren, maar ook vaak om puur financiële motieven (een zo hoog mogelijk rendement op investeringen). Dit laatste heeft grote gevolgen voor de ontwikkeling van de stad.
In 1989 verscheen The Condition of Postmodernity. Harvey schreef dit boek in Oxford, waar hij van 1987 tot 1993 Halford Mackinder Professor of Geography was. Harvey analyseerde in deze bestseller de opkomst van het postmodernisme vanuit een neomarxistisch perspectief. Hij erkende de betekenis van cultuur voor de economische ontwikkeling, maar stelde tevens dat het postmodernisme niet zonder een grondige analyse van de economische ontwikkeling begrepen kon worden. De betekenis van het postmodernisme zag Harvey in het centraal stellen van de verscheidenheid in het maatschappelijk leven (naar plaats, naar etniciteit, naar religie en naar culturele achtergrond). Veel aandacht vroeg hij voor de gevolgen van de tijd-ruimteverdichting (time-space compression). Door de versnelling in de technologische ontwikkeling worden afstanden als het ware niet meer van belang en worden productie, assemblage en consumptie gedecentraliseerd. Globalisering en standaardisering maken dat in de postmoderne wereld steeds meer aandacht wordt gevraagd voor symbolen, images, merken, beelden, verbeelding en beleving.
In het in 1996 gepubliceerde Justice, Nature and the Geography of Difference stelde Harvey zich als doel werkbare concepten te definiëren voor de analyse van de complexe samenhang tussen ruimte, tijd, plaats en milieu. De voortdurende interactie leidt tot ruimtelijke verschillen en daarmee ook vaak tot sociale en economische ongelijkheid. Het is belangrijk ruimtelijke verscheidenheid te creëren met een maximum aan sociale rechtvaardigheid.
In Spaces of hope uit 2000 worden thema’s als economische gelijkheid, sociale rechtvaardigheid en stedelijke ervaringen uit Social Justice and the City en Justice, Nature and the Geography of Difference wederom verkend. Het doel was nu bouwstenen te leveren voor de constructie van een ideale ruimtelijke werkelijkheid als context voor een nieuwe manier van leven.
In The New Imperialism (2003) heeft Harvey opnieuw de ruimtelijke effecten van de kapitaalaccumulatie centraal gesteld. Hij betoogt dat de afbrokkeling van de financiële hegemonie van de Verenigde Staten voor een belangrijk deel samenhangt met de groeiende budgettaire problemen. De inval in Irak ziet Harvey als een neoconservatieve poging om het verlies aan financiële macht te compenseren door militair machtsvertoon (zoals voorheen macht in het imperialisme werd gebruikt).
Het absolute geloof in de zegeningen van de vrije markt is het centrale gegeven van het neoliberalisme. Harvey schetst in A brief history of neoliberalism (2005) een panoramisch en kritisch overzicht van de vele vormen waarin het neoliberalisme zich sinds de jaren 70 heeft gemanifesteerd.
In 2012 publiceerde Harvey Rebel Cities, een verzameling artikelen, waarin de klassenstrijd wordt geïnterpreteerd als de strijd om de stad. Deze strijd wordt gedomineerd door de macht van de financiële markten.
Harveys boeken zijn vertaald in onder meer het Koreaans, Spaans, Japans en Italiaans. Hij kreeg eredoctoraten van de universiteiten van Roskilde, Buenos Aires, Uppsala, Lund en Ohio State University. Hij is lid van de British Academy en de American Academy of Arts and Sciences

## Belangrijkste boeken
- Explanation in Geography (1969)
- Social Justice and the City (1973)
- The Limits to Capital (1982)
- The Urbanization of Capital (1985)
- Consciousness and the Urban Experience (1985)
- The Condition of Postmodernity (1989)
- The Urban Experience (1989)
- Justice, Nature and the Geography of Difference (1996)
- Spaces of Hope (2000)
- Spaces of Capital: Towards a Critical Geography (2001)
- The New Imperialism (2003)
- Paris, Capital of Modernity (2003)
- A Brief History of Neoliberalism (2005)
- Spaces of Global Capitalism: Towards a Theory of Uneven Geographical Development (2006)
- The Limits to Capital New Edition (2006)
- A Companion to Marx's Capital (2010)
- (Im)mobility: exploring the limits of hypermobility (2011) Ned. vert.: (Im)mobiliteit : onderzoek naar de grenzen van hypermobiliteit. Rotterdam, NAi Uitgevers (2011)
- The Enigma of Capital (2010, Paperback met toegevoegd nawoord 2011)
- Rebel Cities. From the Right to the City to the Urban Revolution (2012)

- Bibsys: 97041914
- Biblioteca Nacional de España: XX1081985
- Bibliothèque nationale de France: cb12047507r (data)
- Catàleg d'autoritats de noms i títols de Catalunya: 981058518013906706
- CiNii: DA00360800
- Gemeinsame Normdatei: 129207535
- International Standard Name Identifier: 0000 0001 2146 4558
- Library of Congress Control Number: n50028377
- Nationale Bibliotheek van Letland: 000045223
- MusicBrainz: 37c74b71-aef5-47e8-b96a-709143d49757
- Bibliotheek van het Japanse parlement: 00442641
- Nationale Bibliotheek van Tsjechië: vse2005299946
- Nationale bibliotheek van Australië: 35806798
- Nationale Bibliotheek van Israël: 987007262589905171
- Nationale Bibliotheek van Polen: a0000002144307
- Nationale en Universitaire bibliotheek Zagreb: 000357844
- Nederlandse Thesaurus van Auteursnamen: 070716943
- Réseau des bibliothèques de Suisse occidentale: 02-A013571703
- Istituto Centrale per il Catalogo Unico: CFIV055839
- LIBRIS: 190201
- Système universitaire de documentation: 028690974
- Trove: 1096102
- Union List of Artist Names: 500234948
- Virtual International Authority File: 106978116
- WorldCat: E39PBJtCF8kCbVJ89yfFXxPbBP